# Franz-Paul Lang
Franz-Paul Lang (* 8. Juli 1886 in München; † 19. November 1968 ebenda) war ein deutscher Sportfunktionär.

## Leben
Lang war der Sohn des Bankiers und Kommerzienrats Franz Paul Lang. Er machte 1905 Abitur am Wilhelmsgymnasium München, studierte anschließend Jura und war als Rechtsanwalt in München tätig.
Franz-Paul Lang war Mitinhaber des väterlichen Münchener Bankhauses „Ruederer & Lang“. Lang stand von 1921 bis 1931 der Deutschen Sportbehörde für Leichtathletik vor. Nachdem das Bankhaus, welches auch Kredite an den DLV gegeben hatte, 1931 in der Deutschen Bankenkrise in Konkurs gegangen war, trat er von allen Ämtern zurück.